# グワーリヤル
グワーリヤル（ヒンディー語: ग्वालियर, ヒンディー語発音: [ɡʋäː.l̪i.jəɾ], 英: Gwalior）は、インドのマディヤ・プラデーシュ州の都市である。かつてはシンディア家およびグワーリヤル藩王国の首都であった。グワーリオールとも表記されることがある。
アーグラの南122kmにあり、市域人口が約105万人（2011年）、都市的地域人口約180万人（2022年）を擁する都市である。14世紀にラージプートの王が築いたグワーリヤル城がある。

## 人口
2011年のインド国勢調査によれば、グワーリヤルの人口は1,069,276人であり、男性が人口の53%を、女性が47%を占める。グワーリヤルの平均識字率は84.14%で、国家平均の74%よりも高い。男性の識字率は89.64%で、女性の識字率は77.92%だった。グワーリヤルの人口の約11%は6歳未満である。通勤圏の町であるモーラール・カントンメントを含む都市圏の人口は1,117,740人だった。

### 宗教
グワーリヤルの大多数(88.84%)はヒンドゥー教徒である。他の宗教はイスラム教(8.58%)、ジャイナ教(1.41%)、シーク教(0.56%)、キリスト教(0.29%)がある。
| グワーリヤルの宗教 | グワーリヤルの宗教 | グワーリヤルの宗教 | グワーリヤルの宗教 | グワーリヤルの宗教 |
| ------------------ | ------------------ | ------------------ | ------------------ | ------------------ |
| 宗教               |                    |                    | 比率               |                    |
| ヒンドゥー教       | ヒンドゥー教       |                    | 88.84%             | 88.84%             |
| イスラム教         | イスラム教         |                    | 8.58%              | 8.58%              |
| ジャイナ教         | ジャイナ教         |                    | 1.41%              | 1.41%              |
| シーク教           | シーク教           |                    | 0.56%              | 0.56%              |
| キリスト教         | キリスト教         |                    | 0.29%              | 0.29%              |
| その他             | その他             |                    | 0.19%              | 0.19%              |
| 宗教の分布         |                    |                    |                    |                    |

### 言語
グワーリヤルでは標準ヒンディー語が広く話される。2番目に多いのはマラーティー語で、人口の20%によって話される。何世紀もの間マラーターによって支配されたため、マラーティー語の強い影響がある。

## 画像

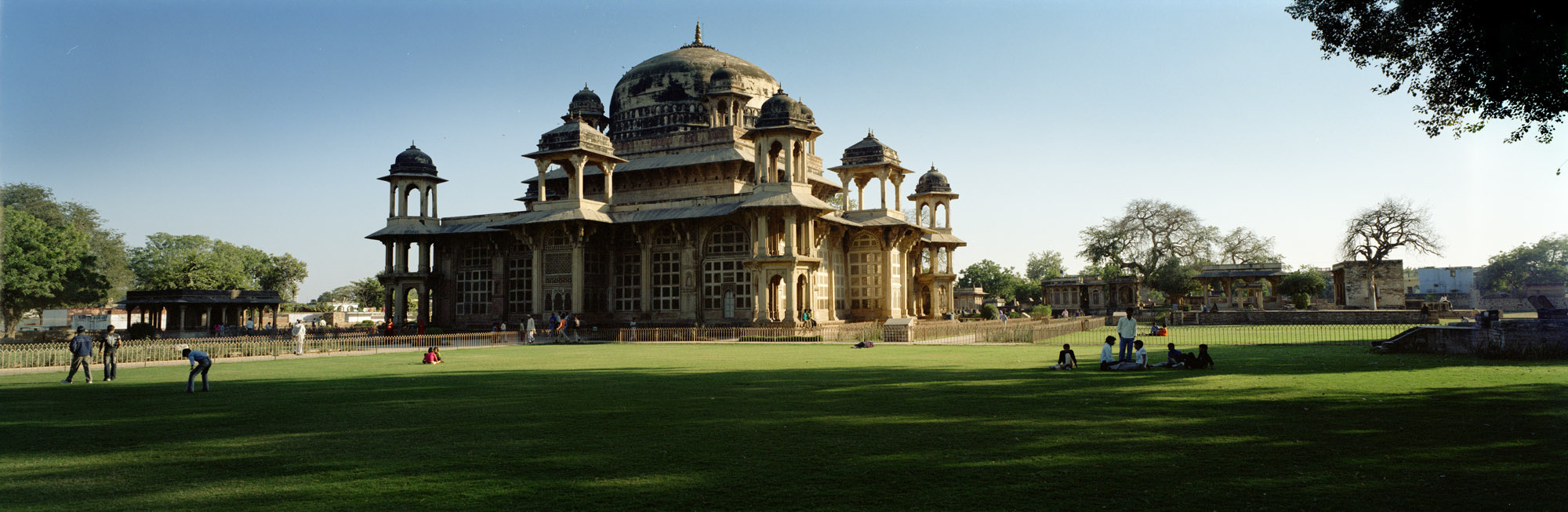
ムハンマド・ガウス廟
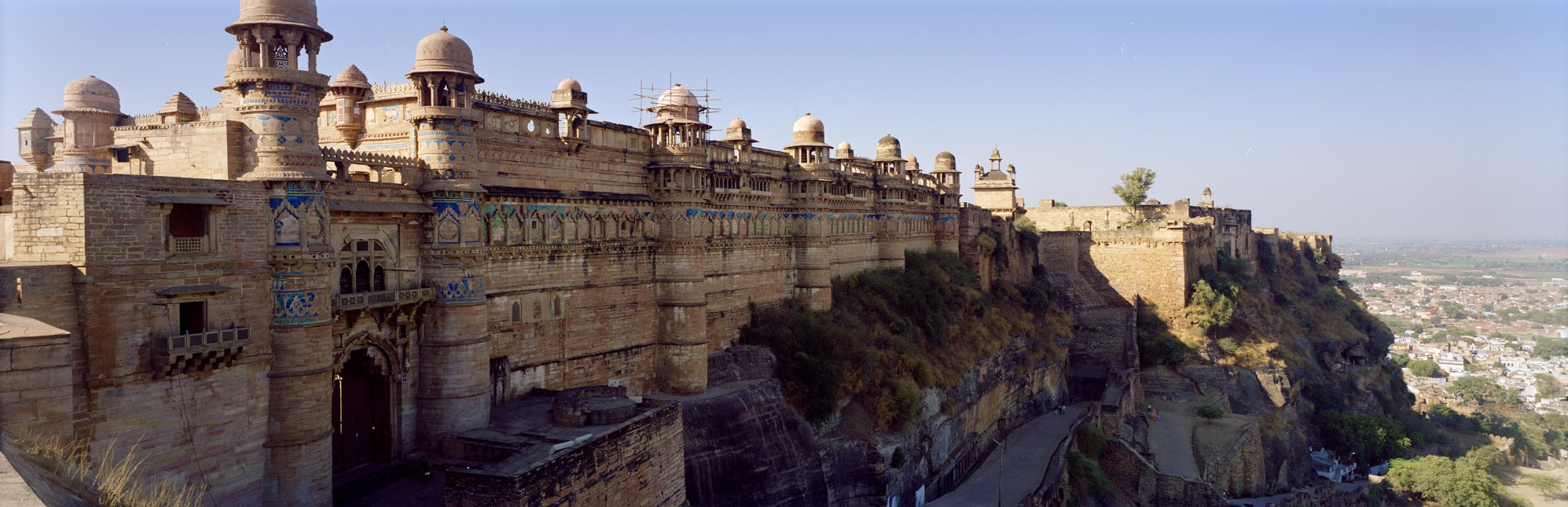
グワーリヤル城